# Luna park

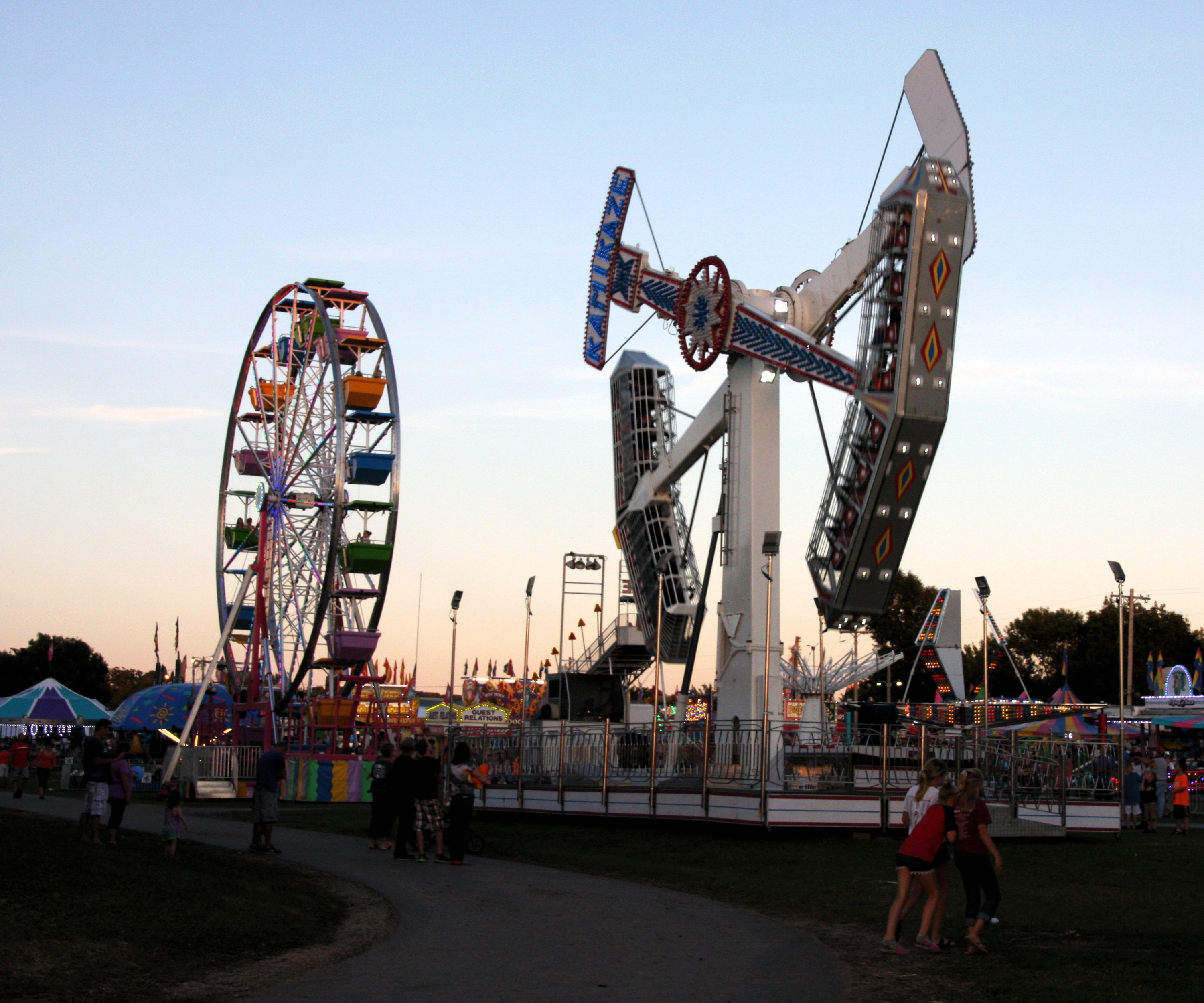
Ruota panoramica & Doppio Ranger

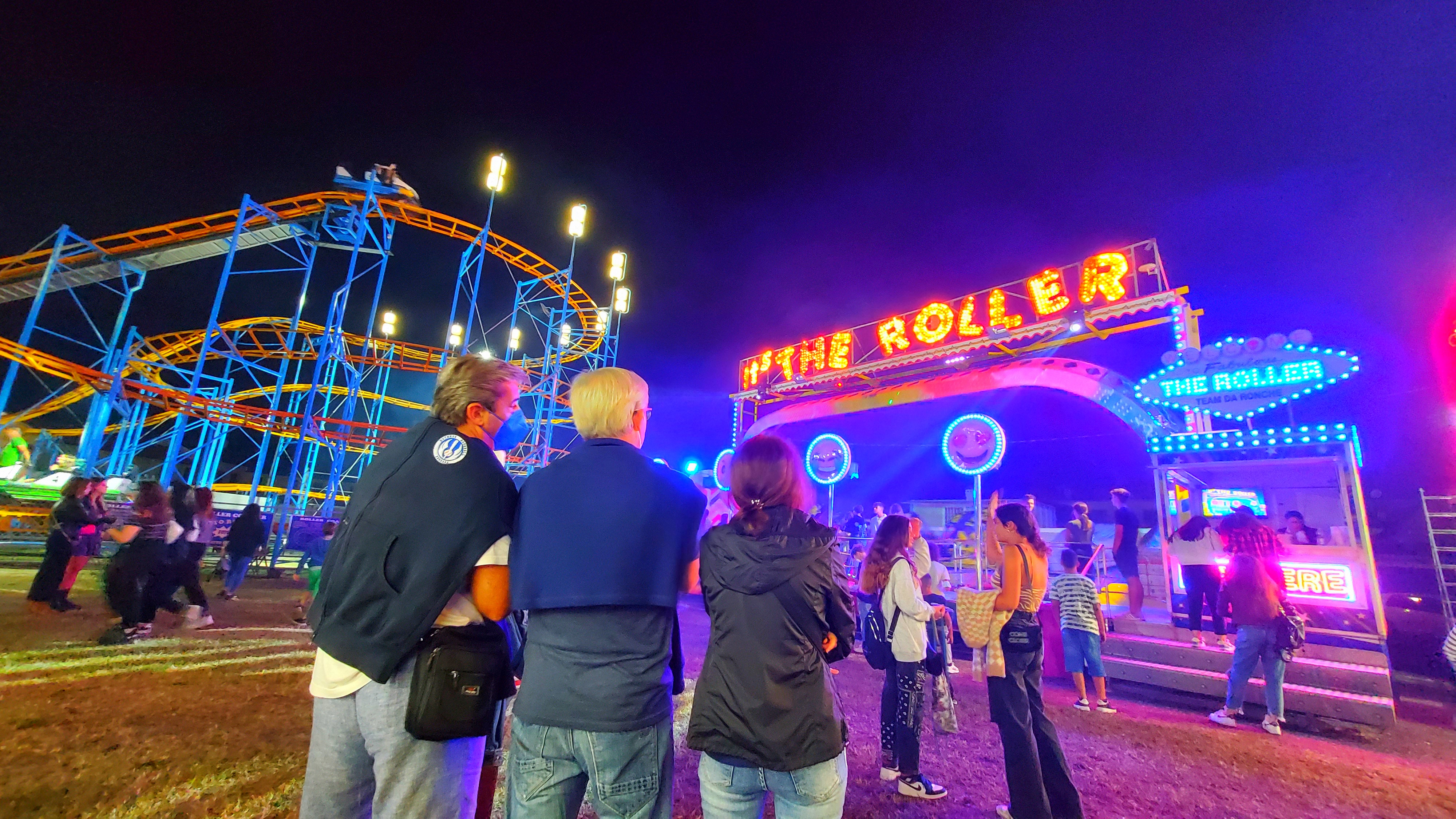
Ottovolante (rollercoaster) e The Roller (flat ride-grande attrazione) in un luna park Italiano

Un luna park è un'area occupata da giostre, attrazioni e chioschi. Le attrazioni possono essere le più diverse: montagne russe, ruota panoramica, autoscontro o più complesse.

## Storia
Il nome deriva da uno dei primi parchi di divertimenti ad attrazioni stabili a portare questo nome costruito a Coney Island (New York) nel 1903. Negli anni immediatamente seguenti dozzine di parchi furono costruiti con la medesima filosofia e presero il nome del loro primo modello; fra questi, quelli di Pittsburgh e Cleveland, negli Stati Uniti, e quelli di Tivoli a Copenaghen e Tibidabo a Barcellona, in Europa. In italiano, in particolare (ma non in altre lingue), il nome luna park è rimasto a indicare genericamente questo tipo di parchi di divertimento. In Danimarca il termine equivalente è Tivoli, dai parchi di divertimento di Parigi Jardin de Tivoli, costruiti a imitazione dei giardini della rinascimentale Villa d'Este di Tivoli.

## Caratteristiche
I luna park oltre che stabili possono essere itineranti. In questo caso sono formati da attrazioni più piccole e soprattutto trasportabili su gomma. I luna park stabili più grandi possono essere dotati anche di attrazioni e giostre che normalmente sorgono nei parchi divertimento di grandi dimensioni. Il LunEur di Roma, ad esempio fu concepito nel 1953 come parco provvisorio che si componeva di diverse singole installazioni, anche se in seguito, dopo le Olimpiadi del 1960, fu trasformato in un complesso stabile. Alcune sue caratteristiche (laghetto, colline artificiali ecc.) lo avvicinarono ad un parco di divertimento, ma rimase un luna park (si pagava il biglietto per ogni attrazione; successivamente nel 2007 è stata completata la sua trasformazione in parco tematico.
Dal punto di vista storico, i luna park vengono considerati l'origine dei parchi di divertimento attuali. È più semplice rispetto al parco di divertimenti, che ha come idea di base la realizzazione di un'area fantastica stabile successivamente anche a tema. Inoltre, a differenza del parco divertimenti, il luna park non prevede un unico biglietto d'ingresso per tutte le attrazioni ma ogni singola giostra ha una propria cassa.
Il luna park del parco del Prater di Vienna (conosciuto come Wiener Prater o più semplicemente solo come Prater) è considerato il più antico del mondo e la sua ruota panoramica ottocentesca (il Riesenrad) è divenuta ormai uno dei simboli stessi della città di Vienna.

## Luna park italiani stabili
Una lista non esaustiva dei principali luna park italiani comprende:
- Gardaland (Verona)
- Mirabilandia (Ravenna)
- Europark Idroscalo Milano (Milano)
- Edenlandia (Napoli)
- MagicLand (Roma)
- Canevaworld (Verona)
- Fiabilandia (Rimini)
- Cavallino Matto (Livorno)
- Etnaland (Catania)
- Cinecittà World (Roma)
- Leolandia (Bergamo)

## Luna park noti
Un elenco non completo dei luna park più famosi del mondo tuttora attivi include:
- Wiener Prater, Vienna
- Tibidabo, Barcellona
- Tivoli, Copenaghen
- Theresienwiese, Monaco di Baviera
- Hamburger Dom, Amburgo